# Haász Albert
Haász Albert (1943–) magyar popzenész (zongorista), zeneszerző, szövegíró.

## Életpályája
Tízéves korától intenzíven sportolt, zongorázni nyolcéves korában kezdett. A Táncsics Mihály Gimnáziumban érettségizett. Két éven át fizikai munkát végzett, majd felvették a Marx Károly Közgazdaságtudományi Egyetem hallgatói közé.

### A Kon-Tikivel
1963 elejétől a zenére összpontosított: ekkor alapító tagja, majd vezetője lett a Kon-Tiki zenekarnak, amely – főként a sűrű tagcserék miatt – 3 és fél évvel később feloszlott.

### A Wanderersszel
Haász Albert ekkor a Wanderers együttes tagja, majd vezetője lett. Az egyetem elvégzése után nem képzettségének megfelelően helyezkedett el, hanem az Országos Filharmónia minősítése alapján „hivatásos előadóművészként” szerepelt[forrás?]. Konferansziévizsgát is tett.
Bár a Wanderers együttes a hazai élmezőnyhöz tartozott[forrás?], 1970-től számos gonddal küzdöttek. Saját számaikat – lemezfelvétel híján - nem tudták a széles nyilvánossággal megismertetni, és két rádiófelvételük (Preludium, Hajtóvadászat) is hamar „kikopott” a rádióműsorokból. Az együttes nimbusza hanyatlani kezdett, és – szemben a „daliás” időkkel – lassan visszacsúszott a középmezőnybe.
Amikor 1976 végén Haász Albert felhagyott a színpadi zenéléssel, ez egyben a Wanderers együttes megszűnését is jelentette. Haász ekkor átvette a visszavonuló édesapja által 1939-ben alapított családi vállalkozást, a HAÁSZ Fodrászcikk Kereskedést, amit azután egészen nyugdíjba vonulásáig, 2003-ig vezetett.

## Lemezek
- 1989: Nézd meg hol élsz!/The Land Where You Live (magyar és angol nyelven)
- 2014: A Wanderers együttes próbatermi felvételei: 1970–72–74. – dupla album
- 2015: Absolutorium 2013. /Haász Albert 70/ – dupla album